# Sugdijon
Sugdijon (tadż. Суғдиён) – osiedle typu miejskiego w północnym Tadżykistanie, w wilajecie sogdyjskim, w nohii Mastczoh. W 2019 roku liczyło ok. 2,6 tys. mieszkańców.
Miejscowość otrzymała status osiedla typu miejskiego w 1933 roku. Do 2012 roku nosiła nazwę Takeli (tadż. Такелӣ).